# Choux (Jura)
Cet article possède un paronyme, voir Chaux.
Pour la commune du Loiret, voir Les Choux. Pour les autres significations, voir Chou.
Choux est une commune française située dans le département du Jura, dans la région culturelle et historique de Franche-Comté et la région administrative Bourgogne-Franche-Comté. 
Ses habitants se nomment les Chouliers et Choulières.

## Géographie
Choux est situé à proximité de la commune de Viry (à une quinzaine de minutes d'Oyonnax et trente de Saint-Claude).

### Climat
Pour des articles plus généraux, voir Climat de la Bourgogne-Franche-Comté et Climat du département du Jura.
En 2010, le climat de la commune est de type climat de montagne, selon une étude du Centre national de la recherche scientifique s'appuyant sur une série de données couvrant la période 1971-2000. En 2020, Météo-France publie une typologie des climats de la France métropolitaine dans laquelle la commune est exposée à un climat de montagne ou de marges de montagne et est dans la région climatique  Jura, caractérisée par une forte pluviométrie en toutes saisons (1 000 à 1 500 mm/an), des hivers rigoureux et un ensoleillement médiocre. 
Pour la période 1971-2000, la température annuelle moyenne est de 8,2 °C, avec une amplitude thermique annuelle de 16,5 °C. Le cumul annuel moyen de précipitations est de 1 768 mm, avec 12 jours de précipitations en janvier et 9,7 jours en juillet. Pour la période 1991-2020, la température moyenne annuelle observée sur la station météorologique de Météo-France la plus proche, « La Pesse », sur la commune de La Pesse à 6 km à vol d'oiseau, est de 6,9 °C et le cumul annuel moyen de précipitations est de 1 659,9 mm. 
La température maximale relevée sur cette station est de 33,5 °C, atteinte le 24 juillet 2019 ; la température minimale est de −23,4 °C, atteinte le 5 février 2012,,. 
Les paramètres climatiques de la commune ont été estimés pour le milieu du siècle (2041-2070) selon différents scénarios d'émission de gaz à effet de serre à partir des nouvelles projections climatiques de référence DRIAS-2020. Ils sont consultables sur un site dédié publié par Météo-France en novembre 2022.

## Urbanisme

### Typologie
Au 1er janvier 2024, Choux est catégorisée commune rurale à habitat dispersé, selon la nouvelle grille communale de densité à sept niveaux définie par l'Insee en 2022.
Elle est située hors unité urbaine. Par ailleurs la commune fait partie de l'aire d'attraction d'Oyonnax, dont elle est une commune de la couronne,. Cette aire, qui regroupe 40 communes, est catégorisée dans les aires de 50 000 à moins de 200 000 habitants,.

### Occupation des sols
L'occupation des sols de la commune, telle qu'elle ressort de la base de données européenne d’occupation biophysique des sols Corine Land Cover (CLC), est marquée par l'importance des forêts et milieux semi-naturels (68,8 % en 2018), une proportion identique à celle de 1990 (68,8 %). La répartition détaillée en 2018 est la suivante : 
forêts (63,1 %), prairies (28,2 %), milieux à végétation arbustive et/ou herbacée (5,6 %), zones urbanisées (3,1 %). L'évolution de l’occupation des sols de la commune et de ses infrastructures peut être observée sur les différentes représentations cartographiques du territoire : la carte de Cassini (XVIIIe siècle), la carte d'état-major (1820-1866) et les cartes ou photos aériennes de l'IGN pour la période actuelle (1950 à aujourd'hui).

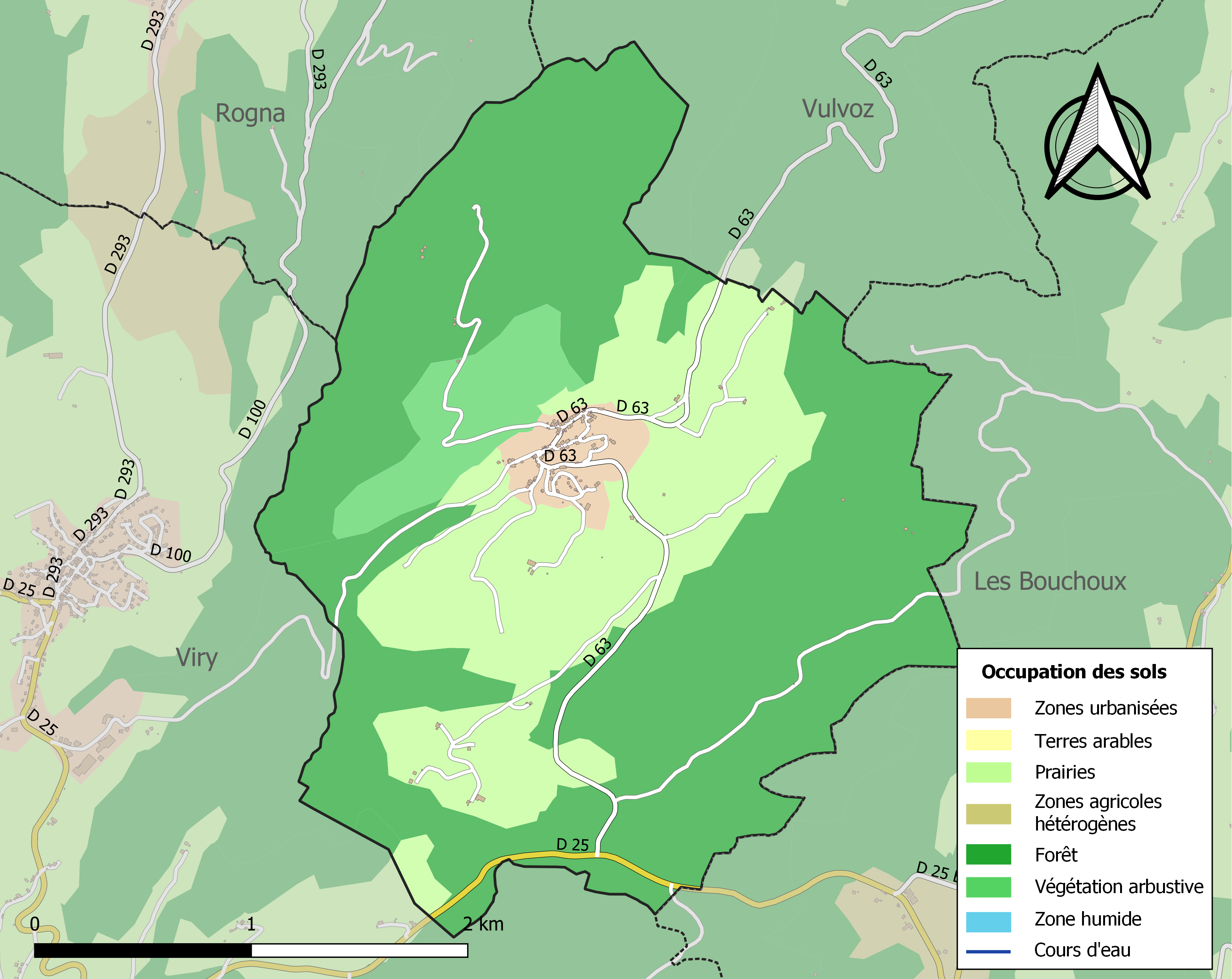
Carte des infrastructures et de l'occupation des sols de la commune en 2018 (CLC).

## Politique et administration
| Période       | Période       | Identité          | Étiquette | Qualité |
| ------------- | ------------- | ----------------- | --------- | ------- |
|               | juin 2000     | René Blanc Potard |           |         |
| juin 2000     | novembre 2001 | Gérard Guichard   |           |         |
| novembre 2001 | mars 2008     | Christiane Augé   |           |         |
| mars 2008     | mars 2014     | Denis Point       |           |         |
| mars 2014     | En cours      | Josette Piers     |           |         |

## Démographie
L'évolution du nombre d'habitants est connue à travers les recensements de la population effectués dans la commune depuis 1793. Pour les communes de moins de 10 000 habitants, une enquête de recensement portant sur toute la population est réalisée tous les cinq ans, les populations de référence des années intermédiaires étant quant à elles estimées par interpolation ou extrapolation. Pour la commune, le premier recensement exhaustif entrant dans le cadre du nouveau dispositif a été réalisé en 2005.

En 2022, la commune comptait 136 habitants, en évolution de +15,25 % par rapport à 2016 (Jura : −0,81 %, France hors Mayotte : +2,11 %).
| 1793 | 1800 | 1806 | 1821 | 1831 | 1836 | 1841 | 1846 | 1851 |
| ---- | ---- | ---- | ---- | ---- | ---- | ---- | ---- | ---- |
| 432  | 426  | 508  | 472  | 463  | 446  | 432  | 415  | 403  |

| 1856 | 1861 | 1866 | 1872 | 1876 | 1881 | 1886 | 1891 | 1896 |
| ---- | ---- | ---- | ---- | ---- | ---- | ---- | ---- | ---- |
| 400  | 403  | 380  | 368  | 362  | 319  | 299  | 289  | 291  |

| 1901 | 1906 | 1911 | 1921 | 1926 | 1931 | 1936 | 1946 | 1954 |
| ---- | ---- | ---- | ---- | ---- | ---- | ---- | ---- | ---- |
| 310  | 304  | 274  | 220  | 203  | 198  | 211  | 169  | 160  |

| 1962 | 1968 | 1975 | 1982 | 1990 | 1999 | 2005 | 2006 | 2010 |
| ---- | ---- | ---- | ---- | ---- | ---- | ---- | ---- | ---- |
| 139  | 121  | 90   | 81   | 135  | 118  | 143  | 144  | 126  |

| 2015 | 2020 | 2022 | - | - | - | - | - | - |
| ---- | ---- | ---- | - | - | - | - | - | - |
| 119  | 127  | 136  | - | - | - | - | - | - |

## Lieux et monuments
- Croix de chemin (XVIIe s), inscrite à l'IGPC depuis 1994[18];
- Maisons et fermes (XVIIe-XVIIIe-XIXe s), inscrites à l'IGPC depuis 1994[19],[20],[21],[22],[23];
- Ancienne mairie-école (XIXe s), puis fromagerie, inscrite à l'IGPC depuis 1994[24];
- Bascule à charrettes (XIXe s);
- Église Saint-Laurent[25] (XIXe s), inscrite à l'IGPC depuis 1994[26]. L'église est construite de 1857 à 1863 par l'architecte Comoy. En 1869, les façades ouest de l'église sont recouvertes de zinc. Située dans le Diocèse de Saint-Claude, elle est desservie par la Paroisse de Longviry. Le curé est le père Bernard Guipet.
- Mairie-école (XIXe s), inscrite à l'IGPC depuis 1994[27];
- Fontaine (XIXe s);
- Tournerie (XXe s), au lieu-dit "les Bouchoux", inscrite à l'IGPC depuis 1994[28];
- Belvédère du Cuchet;
- Vierge, sur la Montagne.